# Cascade du Chien
La cascade du Chien est une chute d'eau de l'île de La Réunion, département d'outre-mer français dans le sud-ouest de l'océan Indien. Formée par le Bras des Lianes, un affluent de la Rivière du Mât, elle relève du territoire de la commune de Bras-Panon et du parc national de La Réunion, dont les limites passent à proximité.